# Rode katvis
De rode katvis (Epinephelus guttatus) is een straalvinnige vis uit de familie van de zaagbaarzen (Serranidae) en de orde van de baarsachtigen (Perciformes), die voorkomt in het westen en het zuidwesten van de Atlantische Oceaan.

## Anatomie
De rode katvis kan een maximale lengte bereiken van 76 cm. De vis is lichtgekleurd, en met rode stippen bedekt. Karakteristiek zijn de zwarte randen langs staart,  achterstuk van de rugvin en de aarsvin. Van de zijkant gezien heeft het lichaam van de vis een normale vorm, van bovenaf gezien is de vorm het beste te typeren als ovaal. De vis één rugvin met 11 stekels en 15-16 vinstralen en één aarsvin met acht vinstralen.

## Leefwijze
De rode katvis is een zoutwatervis die voorkomt in een tropisch klimaat.  De soort is voornamelijk te vinden in kustwateren (zoals estuaria, lagunes en brakke zeeën), zeeën, rotsachtige wateren en koraalriffen. Vaak ligt hij roerloos op de bodem van ondiepe koraalriffen.  De diepte waarop de soort voorkomt is 2 tot 100 m onder het wateroppervlak.
Het dieet van de vis bestaat hoofdzakelijk uit dierlijk voedsel: macrofauna en vis.

## Relatie tot de mens
De rode katvis is voor de visserij van groot commercieel belang. Bovendien wordt er op de vis gejaagd in de hengelsport. De soort kan worden bezichtigd in sommige openbare aquaria. Voor de mens is de rode katvis potentieel gevaarlijk, omdat er vermeldingen van ciguatera-vergiftiging zijn geweest.
De soort komt niet voor op de Rode Lijst van de IUCN.